# Mjesto Primišlje
Mjesto Primišlje – wieś w Chorwacji, w żupanii karlowackiej, w mieście Slunj. W 2011 roku liczyła 49 mieszkańców.